# Källvapenfluga
Källvapenfluga (Oxycera pardalina) är en tvåvingeart som beskrevs av Johann Wilhelm Meigen 1822. Källvapenfluga ingår i släktet Oxycera och familjen vapenflugor. Enligt den svenska rödlistan är arten sårbar i Sverige. Arten förekommer i Götaland. Artens livsmiljö är våtmarker, sjöar och vattendrag. Inga underarter finns listade i Catalogue of Life.